# 湖南黄花稔
湖南黄花稔（学名：Sida cordifolioides）为锦葵科黄花稔属下的一个种。

## 扩展阅读
- 維基物種上的相關：湖南黄花稔